# Sošići
Sošići – wieś w Chorwacji, w żupanii istryjskiej, w gminie Kanfanar. W 2011 roku liczyła 61 mieszkańców.